# Физические иллюзии
Физические иллюзии — явления, при которых человек воспринимает реально существующие предметы и явления в искаженном виде из-за действия объективных законов физики. Например, когда человек видит чайную ложку, погруженную в стакан с водой, она кажется ему надломленной. Это происходит потому, что свет, отражающийся от ложки, преломляется на границе воздуха и воды. Мозг не учитывает этот фактор и интерпретирует изображение так, как будто ложка находится в одной среде.

## Описание
Одинаково воспринимаются всеми, не зависят от психического состояния человека. Являются оптическим обманом мозга. Хотя глаз видит изображение таким, как оно есть, мозг воспринимает это по-своему. Это связано с тем, что мозг пытается дать смысл тому, что он видит, исходя из своего опыта и знаний, корректирует изображение в соответствии с некоторыми правилами и закономерностями, которые не всегда совпадают с реальностью.
Виды физических иллюзий
Физические иллюзии бывают разных видов. Самые распространенные из них — это оптические иллюзии, которые связаны с зрительным восприятием. Они могут быть вызваны преломлением света в разных средах (например, мираж), отражением света от поверхностей (например, зеркальная комната), перспективой (например, лунный круг), контрастом (например, шахматная доска), движением (например, стереокинетическая иллюзия), геометрическими формами (например, треугольник Пенроуза) и т. д.
Кроме оптических иллюзий, существуют также звуковые иллюзии, которые связаны со слуховым восприятием. Они могут быть вызваны эхом (например, эффект Доплера), интерференцией (например, биныральные ритмы), частотой (например, тон Шепарда), ритмом (например, ритмическая иллюзия) и т. д.

### Применение физических иллюзий
Физические иллюзии имеют не только научный, но и практический интерес. Используются в разных областях жизни и искусства. Например, фокусники и иллюзионисты показывают свои трюки, основанные на физических иллюзиях. Художники и дизайнеры создают оптические эффекты, используя цвет, свет, форму и перспективу. Архитекторы и инженеры учитывают физические иллюзии при проектировании зданий и сооружений. Психологи и нейробиологи изучают физические иллюзии, чтобы понять, как работает мозг и как он обрабатывает информацию.